# Sir John Williams
Sir John Williams, I baronet, ROV (6 de noviembre de 1840 – 24 de mayo de 1926), fue un médico obstetra galés que atendió a la reina Victoria del Reino Unido y que fue elevado al rango de baronet por la monarca en 1894. Se lo recuerda por haber sido uno de los principales benefactores de la Biblioteca Nacional de Gales. Vivió durante unos años en Plas Llansteffan, una casa que consiguió por arrendamiento.

## Biografía
Williams nació en la aldea de Gwynfe, Carmarthenshire, hijo de un pastor congregacional, David Williams (septiembre de 1802 – septiembre de 1842), hermano menor de Morgan Williams (agosto de 1800 – marzo 1892). John Williams asistió a la escuela primaria en Swansea, luego estudió en la Universidad de Glasgow, y finalmente se doctoró en medicina por el University College Hospital de Londres, institución a la que legó 2.000 libras tras su muerte. En 1872 contrajo matrimonio con Mary Hughes pero la pareja no tuvo hijos. Ninguno de los cuatro hermanos de John tuvo descendencia. En 1886 Williams se convirtió en doctor particular de la familia real británica. Ejerció como médico obstetra en Londres y colaboró en el establecimiento de un hospital galés en Sudáfrica durante la segunda guerra bóer. Asimismo, Williams participó en una campaña contra la tuberculosis en su país de origen.

## Contribución a la Biblioteca Nacional

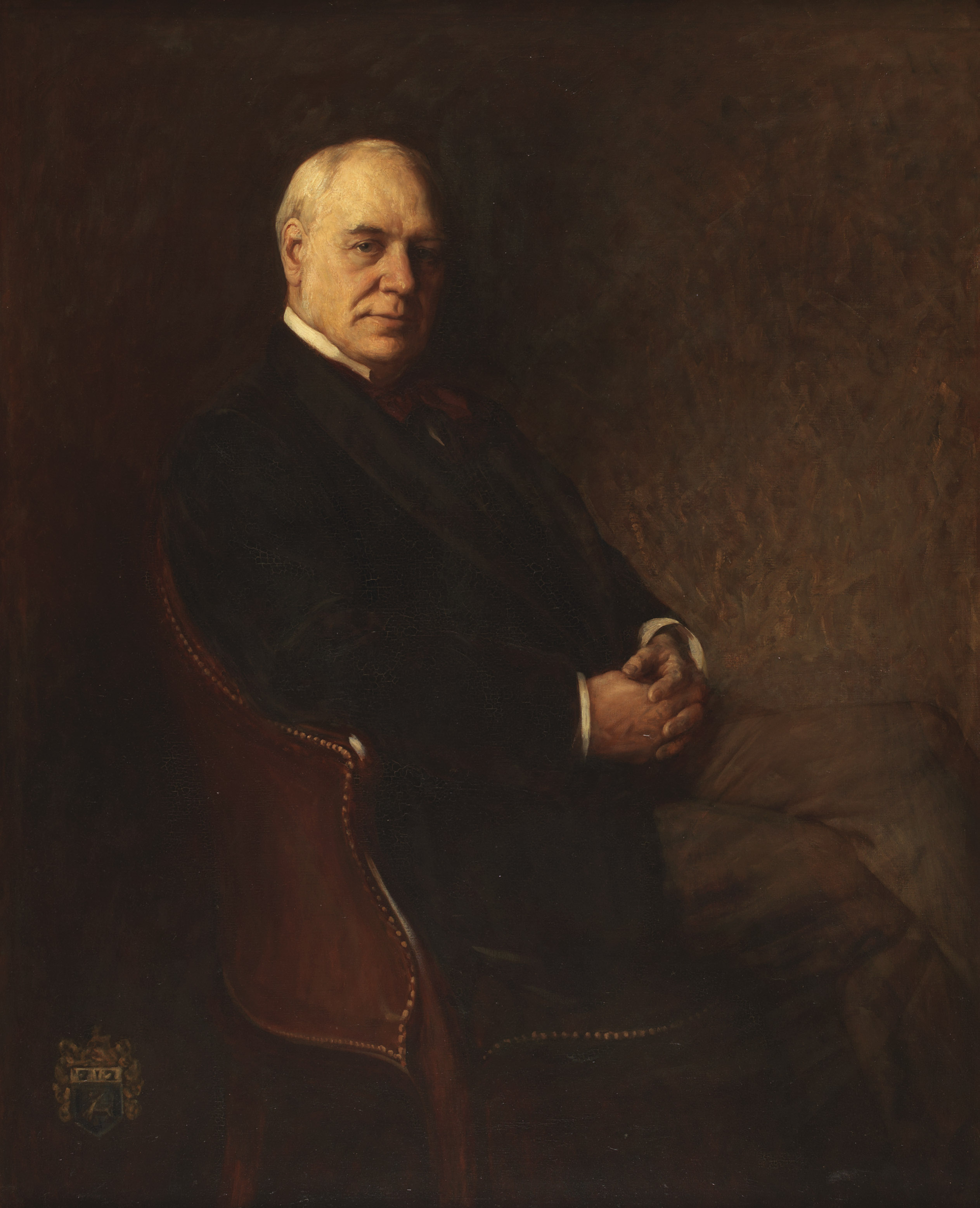
Retrato de Sir John Williams por Christopher Williams

Williams invirtió gran parte de su tiempo libre en la adquisición de una gran biblioteca privada. En 1898 se hizo con la colección de manuscritos Hengwrt-Peniarth, influenciado por el paleógrafo John Gwenogvryn Evans. Este acervo fue luego donado a la recién fundada Biblioteca Nacional de Gales en Aberystwyth. En 1907 fue nombrado primer presidente de la Biblioteca Nacional y dos años más tarde trasladó su residencia privada a Aberystwyth. En 1913 se convirtió en presidente del Colegio Universitario de Gales, Aberystwyth (actual Universidad de Aberystwyth). Tras su muerte, legó el resto de sus libros a la Biblioteca Nacional, además de una gran suma de dinero. La otra mitad de su fortuna se la legó al Colegio Universitario de Gales.
Sir John Williams le dejó a la Biblioteca Nacional una herencia de 1.200 manuscritos que pueden dividirse en tres grupos: los quinientos manuscritos de la colección Hengwrt–Peniarth; la colección Llanstephan de doscientos manuscritos, incluyendo 154 de la biblioteca del Castillo Shirburn; y quinientos manuscritos adicionales que recopiló de diversas fuentes. La mayoría de los manuscritos fueron adquiridos entre 1894 y 1905 como parte de la campaña para establecer la Biblioteca Nacional de Gales en Aberystwyth. Williams dejó de coleccionar manuscritos cuando en 1905 se confirmó que Aberystwyth sería la sede de la Biblioteca.
Williams donó y legó alrededor de 25.000 volúmenes de libros impresos a la Biblioteca Nacional de Gales. Los 193 libros y panfletos que compró a la biblioteca del Castillo Shirburn se consideran los más importantes de la colección e incluyen varios ejemplares de la primera literatura impresa en galés. Otras partes de la colección que son dignas de mención son las novelas artúricas, en especial el único incunable,  Lancelot du Lac (1488), así como una copia de todas las publicaciones de Kelmscott Press. Hay mucho material de interés nacional en las colecciones de Williams, como, por ejemplo, los 4.558 volúmenes de la biblioteca de John Parry, Llanarmon-yn-lâl. Existen muchos duplicados de los primeros libros galeses, lo que hace que la colección de Williams sea rica en variantes de una misma edición.
El médico galés también recopiló imágenes de la vida y cultura de su país a través de su red de contactos en el mercado del arte. Todo ello enriqueció el acervo de la Biblioteca Nacional. Algunos de los documentos que Williams legó a la institución incluyen grabados y dibujos de Gales por S. H. Grimm, platos con vistas de Gales diseñados por los hermanos Buck, dibujos de Landseer, aguatintas de Sandby y dibujos que Thomas Rowlandson realizó durante su viaje alrededor de Gales en 1796-1797. También hay pinturas que se atribuyen a maestros como Van Dyck, Gainsborough y Turner.

## Acusación de Jack el Destripador
Sir John fue acusado de ser Jack el Destripador en un libro de 2005, Uncle Jack (Tío Jack), escrito por uno de los presuntos descendientes del cirujano, Tony (Michael Anthony) Williams, con Humphrey Price como coautor. Los autores aseguran que las víctimas conocían personalmente al doctor y que fueron asesinadas y mutiladas con el fin de investigar las causas de su infertilidad. El libro también sostiene que un cuchillo quirúrgico poco afilado, que perteneció a Sir John Williams, fue el arma empleada en los asesinatos. Las acusaciones vertidas por los autores fueron recibidas con cierto escepticismo por la crítica. Algunos lectores llegaron a cuestionar la competencia y la motivación de quienes escribieron Uncle Jack.